# Johnsonius xanthus
Johnsonius xanthus är en stekelart som beskrevs av Marsh 1993. Johnsonius xanthus ingår i släktet Johnsonius och familjen bracksteklar. Inga underarter finns listade i Catalogue of Life.